# Hamilton County (Nebraska)
Hamilton County is een county in de Amerikaanse staat Nebraska.
De county heeft een landoppervlakte van 1.408 km² en telt 9.403 inwoners (volkstelling 2000). De hoofdplaats is Aurora.

## Bevolkingsontwikkeling

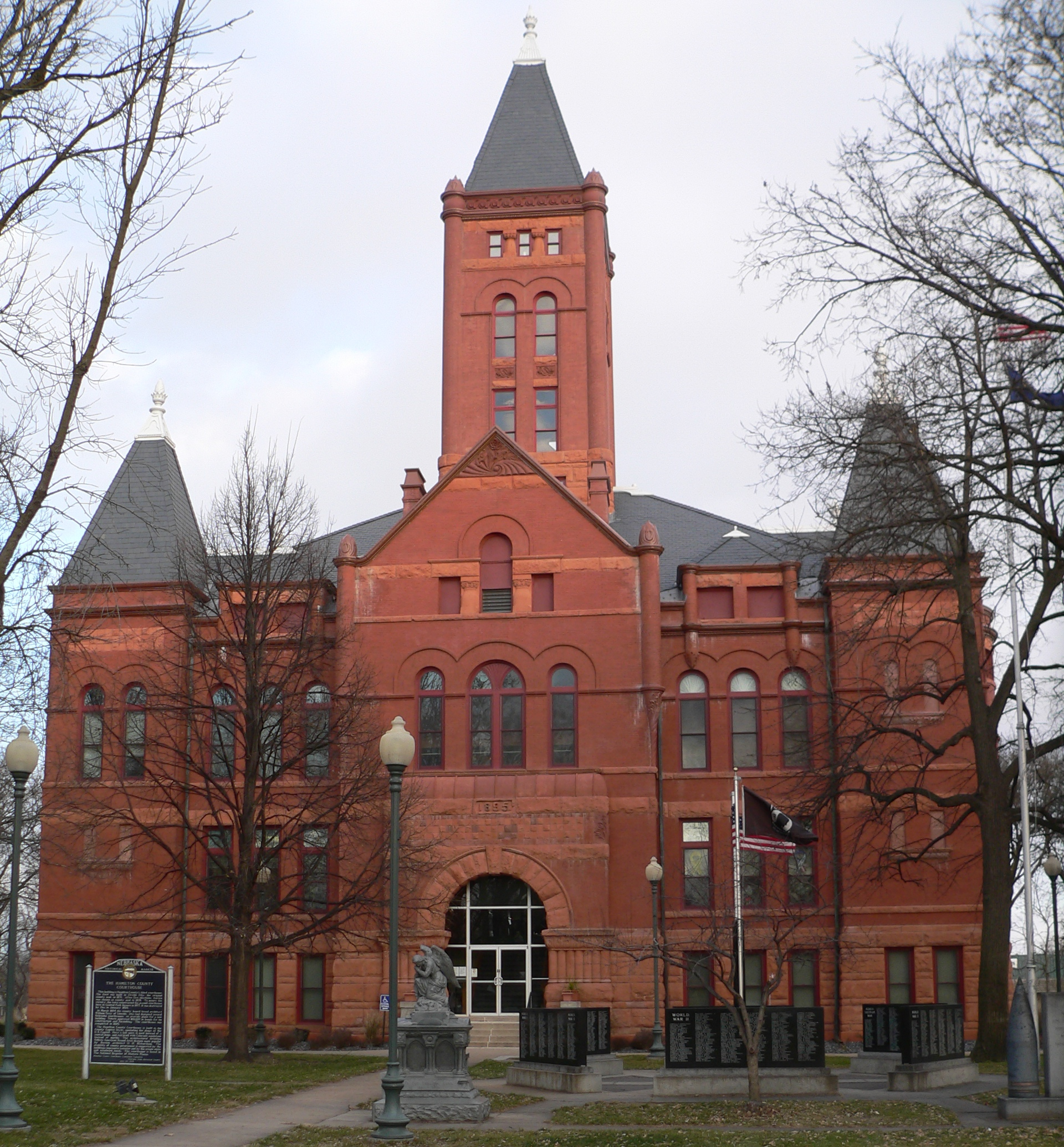
Hamilton County Courthouse